# Cantone di Romorantin-Lanthenay-Sud
Il Cantone di Romorantin-Lanthenay-Sud era una divisione amministrativa dell'arrondissement di Romorantin-Lanthenay.
È stato soppresso a seguito della riforma complessiva dei cantoni del 2014, che è entrata in vigore con le elezioni dipartimentali del 2015.
Comprendeva parte del comune di Romorantin-Lanthenay e i comuni di:
- Loreux
- Pruniers-en-Sologne
- Villeherviers